# John Jellicoe, 1.º Conde Jellicoe
John Rushworth Jellicoe, 1.º Conde Jellicoe GCB OM GCVO SGM DL (5 de dezembro de 1859 – 20 de novembro de 1935) foi um oficial britânico da Marinha Real Britânica. Lutou na Guerra anglo-egípcia de 1882 e no Levante dos Boxers e comandou a Grande Frota na Batalha da Jutlândia em maio de 1916, durante a Primeira Guerra Mundial. O seu comando sobre a frota nessa batalha foi controverso: não cometeu erros graves e a Frota de Alto-Mar alemã retirou-se a porto (num momento no que uma derrota teria sido catastrófica para o Reino Unido), mas no momento foi decepcionante para o público britânico que aguardava uma vitória da mesma escala que a batalha de Trafalgar. Jellicoe posteriormente serviu como First Sea Lord mas foi retirado em finais de 1917 como resultado da sua visão pessimista, declarando que não podia fazer nada para derrotar aos U-boats. Também serviu como Governador-geral da Nova Zelândia nos anos 1920.